# Ільїн Петро Сисойович
Петро Сисойович Ільїн (2 лютого 1901, Санкт-Петербург — 14 квітня 1976, Київ) — радянський військовик, у роки німецько-радянської війни командир 20-ї мотострілецької бригади (з травня 1942 по вересень 1944). Генерал-майор (1943).

## Біографія
Народився у м. Санкт-Петербурзі у сім‘ї робітника.
1918 вступив до червоногвардійського загону тютюнової фабрики. Брав участь у громадянській війні у складі 16 стрілецької Богучарської і 20 Кавалерійської дивізії імені Блінова. Член КПРС з 1920.
1920 року закінчив кавалерійську школу. 1936 року — військово-політичну академію імені Леніна у Москві.
Під час німецько-радянської війни воював на Південно-Західному, Сталінградському, Центральному, 1 і 2 Українських фронтах. 3 серпня 1942 до грудня 1944 командував 20 мотострілецькою бригадою 25 танкового корпусу, якій у 1944 році присвоєне почесне найменування «Новоград-Волинська» за визволення міста (також нагороджена орденом червоного прапора у 1943 та ордена Суворова 2-го ступеня у 1944).
З 1946 жив у м. Києві.
Помер 1976 року. Похований у м. Новоград-Волинський на центральному цвинтарі.

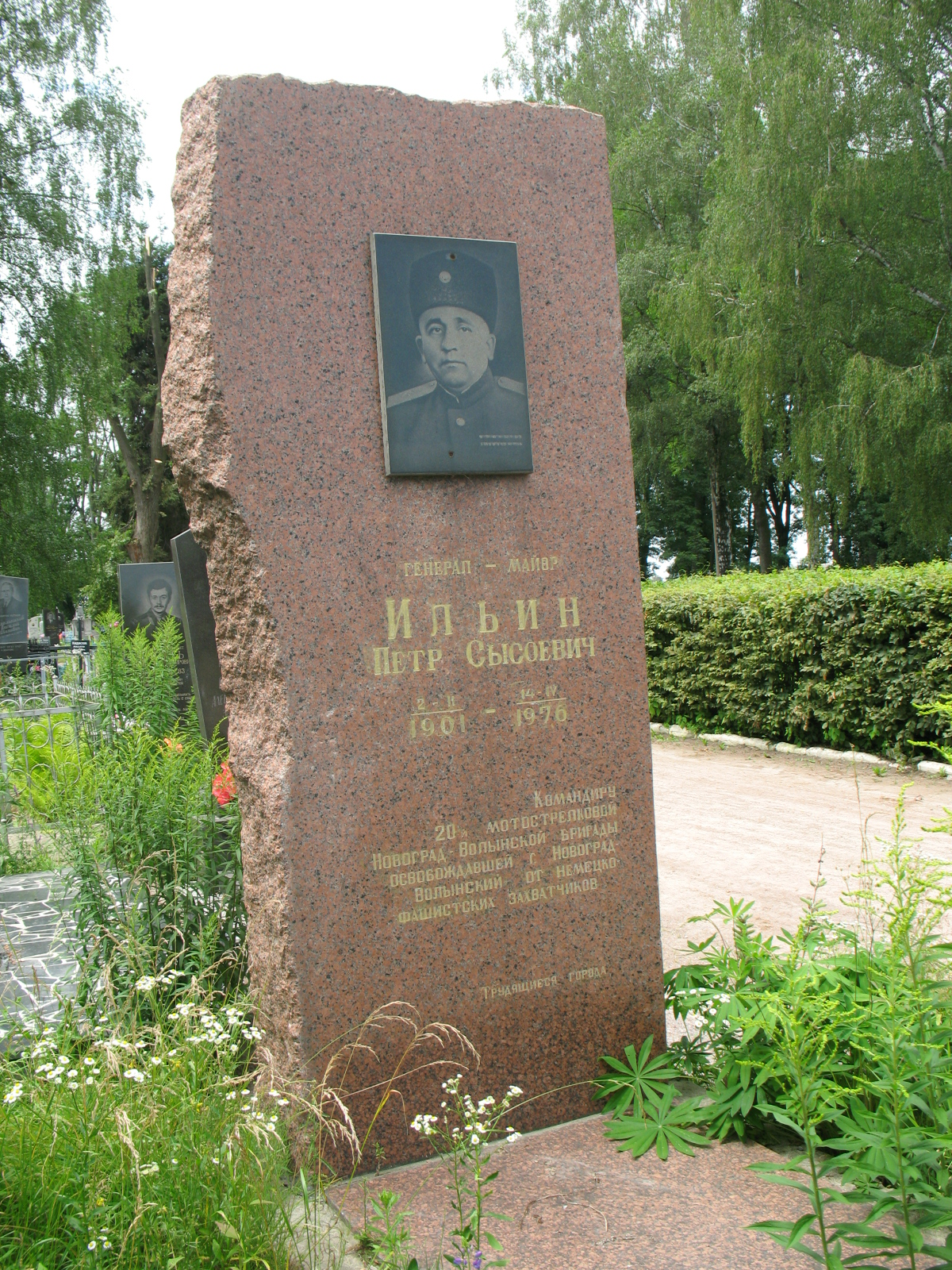
Могила генерал-майора Петра Ільїна

## Нагороди та почесні звання
Петро Сисойович Ільїн Нагороджений орденом Леніна, чотирма орденами Червоного Прапора та Червоної Зірки. Почесний громадянин міст Новоград-Волинський та Калач-на-Дону.

## Праці
- Героический рейд 20-й.